# HD 189567
HD 189567 är en ensam stjärna belägen i den mellersta delen av stjärnbilden Påfågeln.  Stjärnan är också känd som Gliese 776, CD-67 2385, och HR 7644. Den har en skenbar magnitud av ca 6,07 och är mycket svagt synlig för blotta ögat där ljusföroreningar ej förekommer. Baserat på parallax enligt Gaia Data Release 2 på ca 55,8 mas, beräknas den befinna sig på ett avstånd på ca 58 ljusår (ca 18 parsek) från solen. Den rör sig närmare solen med en heliocentrisk radialhastighet på ca -11 km/s.

## Egenskaper
HD 189567 är en gul till vit stjärna i huvudserien av spektralklass G2 V med ett måttligt underskott av tunga element, med 55 procent av solens halt av järn och 80 procent av solens halt av syre. Den har en radie som är ungefär lika med en solradie och har ca 1,1 gånger solens utstrålning av energi från dess fotosfär vid en effektiv temperatur av ca 5 700 K.

## Planetsystem
Minst en exoplanet, HD 189567 b, har upptäckts vid stjärnan. Denna exoplanet har en uppskattad minsta massa av 10 jordmassor, vilket betyder att den sannolikt är en mini-Neptunus. Den har en omloppsperiod av 14,3 dygn, vilket placerar den väl inom den beboeliga zonen kring stjärnan. Planetens existens bekräftades 2021, tillsammans med upptäckten av den tänkbara planeten HD 189567 c.
| Planet | Massa            | Halv storaxel (AE) | Siderisk omloppstid (d) | Excentricitet | Inklination | Radie |
| ------ | ---------------- | ------------------ | ----------------------- | ------------- | ----------- | ----- |
| b      | ≥10,03 ± 1,04 M⊕ | 0,1099 ± 0,0018    | 14,257 ± 0,005          | 0,23 ± 0,14   | -           | -     |
| c      | ≥7 ± 0,9 M⊕      | 0,199 ± 0,003      | 33,688 ± 0,025          | 0,16 ± 0,09   | -           | -     |